# Schizopera scalaris
Schizopera scalaris är en kräftdjursart som beskrevs av Sars 1909. Schizopera scalaris ingår i släktet Schizopera och familjen Diosaccidae. Inga underarter finns listade i Catalogue of Life.